# Holtpont (film, 1982)
A Holtpont 1982-ben bemutatott magyar animációs film, amelyet Rofusz Ferenc írt és rendezett.
A vesztőhelyre érkező rab utolsó pillanatai közvetlenül a kivégzése előtt.

## Cselekmény
Egy halálraítélt nézőpontjából látható a börtön udvara, a csöpögő csap és a cipőre szállt légy. A légy összedörgöli első lábait, mintha kárörvendő szereplője lenne a tragikus pillanatnak.

## Alkotók
- Írta, tervezte  és rendezte: Rofusz Ferenc
- Dramaturg: Müller Péter
- Operatőr: Bacsó Zoltán, Gujdár József
- Hangmérnök: Zsebényi Béla
- Vágó: Kaim Katalin
- Rajzolták: Baumann Miklós, Herényi Mihály, Márton László, Orbán Anna, Tóth Sarolta
- Gyártásvezető: Auguszt Olga
- Produkciós vezető: Radó Tamás
- Tanácsadó: Antal István

Készült a Pannónia Filmstúdióban.

## Díjak
- 1983 – Oberhausen: a Katolikus Zsűri különdíja
- 1984 – Suttgart: a zsűri különdíja